# Gustav Adolph Mordt

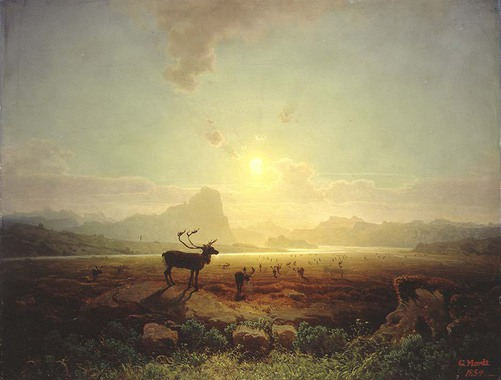
Gustav Adolph Mordt, bild från Finnmarken.

Gustav Adolph Mordt, född 24 mars 1826 i Kristiania (nuvarande Oslo), död där 2 juli 1856, var en norsk landskapsmålare.
Mordt studerade i Düsseldorf och hade just börjat en lovande utveckling som skildrare av Norges natur, när döden bortryckte honom. Nationalgalleriet i Kristiania äger ett parti från Finnmarken och en solnedgång från hans hand.